# Aviatická pouť Pardubice
Aviatická pouť jsou každoročně pořádané letecké dny na Letišti Pardubice. Koná se každoročně od roku 1991. Pouť je naplněna vystoupeními akrobatických skupin, replik historických letadel i skutečnými a provozuschopnými exempláři letadel. Součástí je i doprovodný program v areálu letiště (historická auta, vojenská technika atd.).

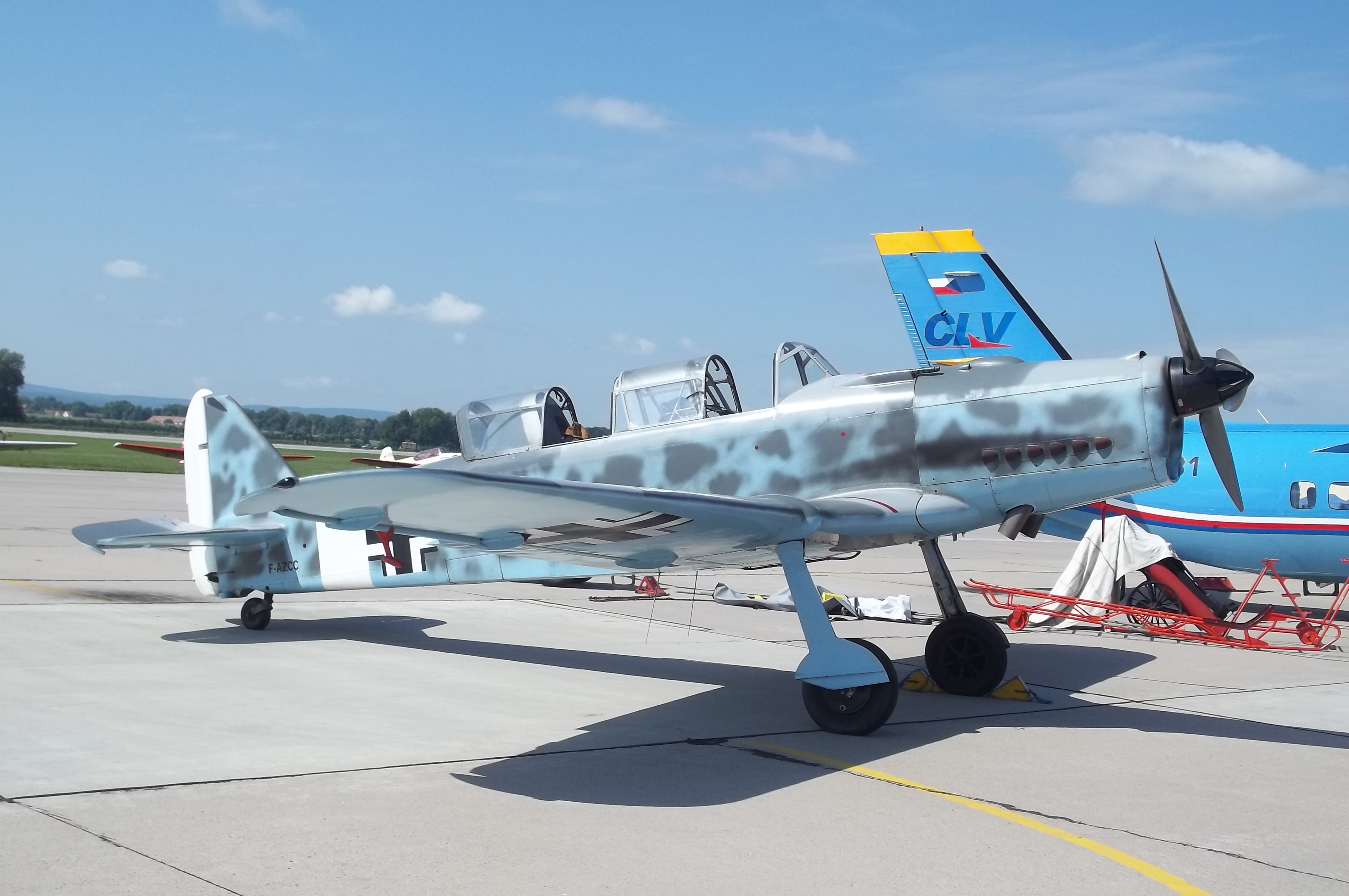
Pilatus P-2 z filmu Indiana Jones

## Historie
První aviatická pouť se konala 11. května 1991, kdy se zrekonstruoval přelet Jana Kašpara z Pardubic do Prahy. Nyní se aviatická pouť koná pravidelně v červnu.

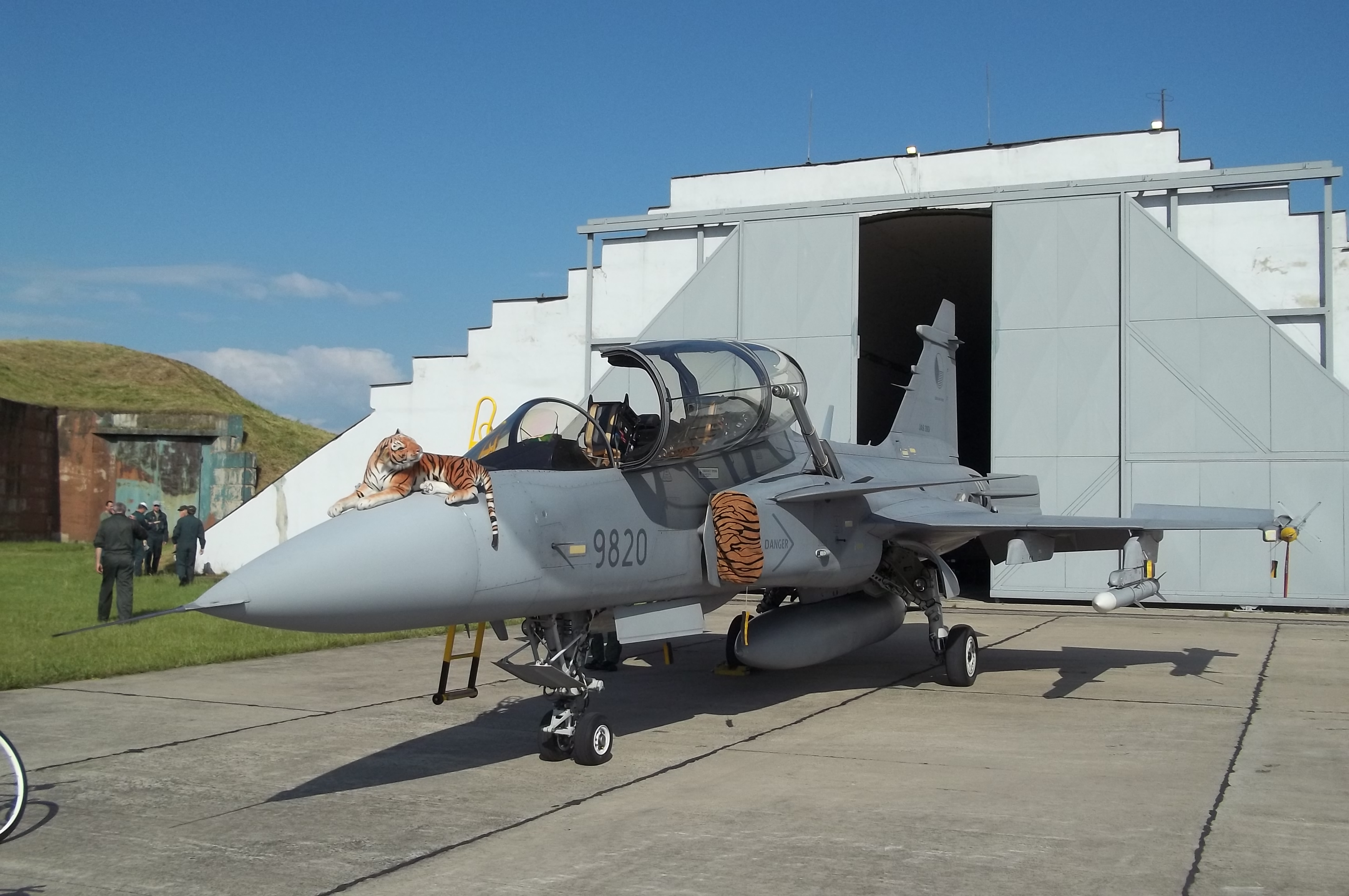
JAS 39D Gripen AČR

## Návštěvy

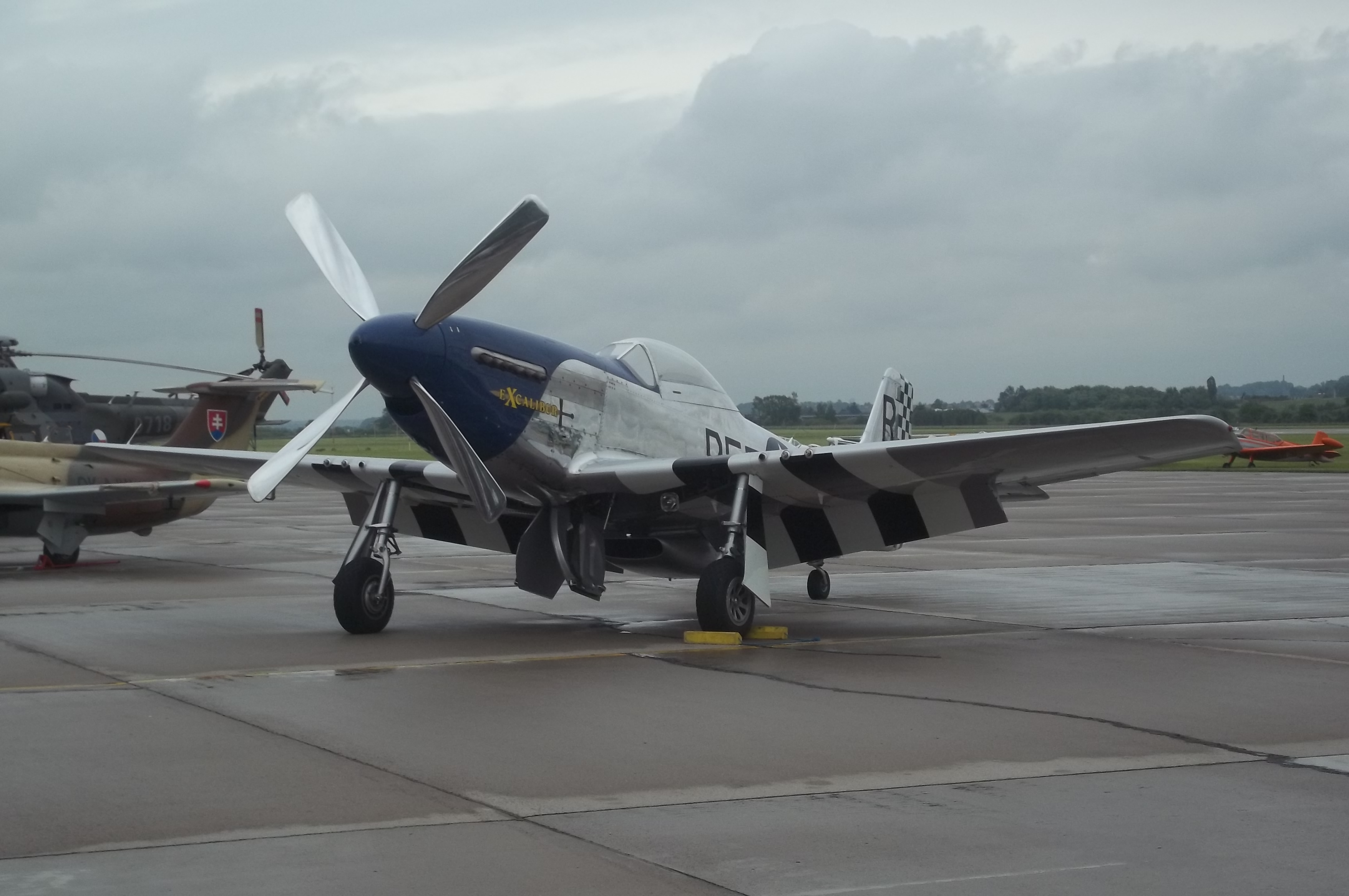
P-51 Mustang D

Mezí nejčastější návštěvníky patří letoun z období druhé světové války Spitfire. Dále přilétlo palubní letadlo americké armády Vought F4U Corsair, slavná americká stíhačka z druhé světové války P51 Mustang D nebo letoun sovětské výroby Polikarpov Po-2.
Z poválečné éry se představila letadla, která v minulosti sloužila u československé armády, např. MiG-21, MiG-15, MiG-23, Su-25. Z ostatních států se Aviatické pouti účastnila třeba letadla F-4 Phantom a F-16.
Na aviatické pouti má každoročně vystoupení i Armáda České republiky.
Z dopravních letounů byly zastoupené Douglas DC-6 a Let L-410 Turbolet.